# Alcaldes de Bilbao

Bilbao

Aquesta és la llista cronològica dels alcaldes de Bilbao (País Basc), que han estat al capdavant del consistori municipal bilbaí.

## Alcaldes. XIX
| Alcalde                                   | Mandat    |
| ----------------------------------------- | --------- |
| Ambrosio Orbegozo Zubiría                 | 1835-1836 |
| José Florencio Careaga                    | 1836-1838 |
| José Pantaleón Aguirre Urruchua           | 1838-1838 |
| Juan José Lama Aranda                     | 1838-1840 |
| Maximo Aguirre Ugarte                     | 1840-1840 |
| Eulogio Larrínaga Abarrategui             | 1841-1841 |
| Félix Aguirre Laurencín                   | 1841-1842 |
| Cornelio de Palacio Lanzagorta            | 1842-1842 |
| Juan Echevarría Lallana                   | 1843-1843 |
| Máximo Aguirre Ugarte                     | 1843-1843 |
| Ambrosio Orbegozo Zubiría                 | 1843-1844 |
| Federico Victoria de Lezea Mazarredo      | 1844-1845 |
| Eulogio Larrínaga Abarrategui             | 1845-1847 |
| Santiago María Ingunza Zamácola           | 1847-1847 |
| Eulogio Larrínaga Abarrategui             | 1848-1849 |
| Ambrosio Orbegozo Zubiría                 | 1850-1850 |
| Eulogio Larrínaga Abarrategui             | 1850-1851 |
| Pedro Jane Ochoa de Amézaga               | 1852-1854 |
| Federico Victoria de Lezea Mazarredo      | 1854-1854 |
| Santiago María Ingunza Zamácola           | 1854-1856 |
| Carlos Adán de Yarza y Cenica             | 1856-1858 |
| Juan Antonio Urigüen Laconcha             | 1859-1859 |
| José Blas Arana Bengoa                    | 1859-1860 |
| Manuel María Gortazar Munibe              | 1860-1861 |
| Mariano Larrínaga Láriz-Uribe             | 1861-1862 |
| Luis Violete Iturriza                     | 1863-1864 |
| José María Jane Ochoa de Amézaga          | 1865-1866 |
| Eduardo Victoria de Lezea Arana           | 1867-1868 |
| Félix Aguirre Laurencín                   | 1868-1871 |
| Joaquín de la Quintana Osante             | 1871-1872 |
| Fidel Sagarmínaga Epalza                  | 1872-1872 |
| Ricardo Arellano Arrospide                | 1872-1872 |
| Alejandro Rivero                          | 1872-1872 |
| Francisco Mac-Mahón Jane                  | 1872-1873 |
| Bernabe Larrínaga Aransolo                | 1873-1873 |
| Eusebio García Lejarraga                  | 1873-1873 |
| Juan José Aguirre Landaluce               | 1873-1874 |
| Felipe Uhagón Aguirre                     | 1874-1877 |
| Agustín María Obieta Aldecoa              | 1877-1877 |
| Pablo Alzola Minondo                      | 1877-1879 |
| Marcelino Goicoechea Ugarte               | 1879-1880 |
| Manuel Lecanda Mendieta                   | 1880-1881 |
| Eduardo Victoria de Lezea Arana           | 1881-1885 |
| Vicente Urigüen Ansotegui                 | 1885-1887 |
| Celestino Ortíz de la Riva Allendesalazar | 1887-1889 |
| José María Lizana de la Hormaza           | 1890-1891 |
| José María Solaun Mugaburu                | 1891-1891 |
| Gregorio de la Revilla Ingunza            | 1891-1893 |
| Emiliano Olano Loizaga                    | 1894-1896 |
| Joaquín Moreno Goñi                       | 1896-1897 |

## Alcaldes. XX
| Alcalde                                  | Mandat    |
| ---------------------------------------- | --------- |
| Felipe Alonso de Celada Las Carreras     | 1897-1901 |
| Baldomero Villasante                     | 1902-1902 |
| Pedro Bilbao Arrola                      | 1902-1905 |
| Gregorio Balparda de las Herrerías       | 1906-1907 |
| Gregorio Ibarreche Ugarte                | 1907-1909 |
| José Horn Areilza                        | 1909-1909 |
| Eugenio Martínez Sevilla                 | 1909-1909 |
| Federico Moyúa Salazar                   | 1910-1913 |
| Julián Benito Marco Gardoqui             | 1913-1915 |
| Ricardo Power Zabala                     | 1915-1915 |
| Fernando Villabaso Zabaleta              | 1915-1915 |
| Mario Arana Mendíbil                     | 1916-1919 |
| Gabino Orbe Usandebaras                  | 1919-1920 |
| Rufino Laiseca Oronoz                    | 1920-1922 |
| Juan Francisco Arancibia Lebario         | 1922-1923 |
| Mariano Aróstegui Ugarriaza              | 1923-1923 |
| Justo Diego Somonte Iturrioz             | 1923-1924 |
| Federico Moyúa Salazar                   | 1924-1930 |
| Adolfo González de Careaga Urquijo       | 1930-1931 |
| Ernesto Ercoreca Régil                   | 1931-1934 |
| Pablo Barrera Ozámiz                     | 1934-1935 |
| Manuel Frías Enciso                      | 1935-1936 |
| Ernesto Ercoreca Régil                   | 1936-1937 |
| José María Areilza Martínez de las Rodas | 1937-1938 |
| José María González de Careaga Urquijo   | 1938-1938 |
| José Félix de Lequerica Erquiza          | 1938-1939 |
| José María de Oriol y Urquijo            | 1939-1941 |
| Tomás Pero-Sanz Zorrilla                 | 1941-1942 |
| Joaquín Zuazagoítia Azcorra              | 1942-1959 |
| Lorenzo Hurtado de Saracho Arregui       | 1959-1963 |
| Javier Ybarra y Bergé                    | 1963-1969 |
| Pilar Careaga Basabe                     | 1969-1975 |
| José Luis Berasategui Goicoechea         | 1975-1979 |
| Jon Castañares Larreategui (PNV)         | 1979-1983 |
| José Luis Robles Canibe (PNV)            | 1983-1987 |
| José María Gorordo Bilbao (PNV)          | 1987-1990 |
| Jesús María Duñabeitia Vidal (PNV)       | 1990-1991 |
| Josu Ortuondo Larrea (PNV)               | 1991-1999 |

## Alcaldeseglexxi
| Alcalde                     | Mandat    |
| --------------------------- | --------- |
| Iñaki Azkuna Urreta (PNV)   | 1999-2014 |
| Ibon Areso Mendiguren (PNV) | 2014-2015 |
| Juan Mari Aburto (PNV)      | 2015-     |